# حدود شقيقة (مسلسل)
حدود شقيقة مسلسل سوري عرض في رمضان 1434هـ/2013م و يرصد المسلسل في قالبٍ كوميدي الواقع الاجتماعي والسياسي الذي فرضته الحدود السياسية بين ضيعتي (أم النور وأم النار) على الحدود السورية اللبنانية. بالإضافة إلى العديد من الإسقاطات السياسية التي تصف العلاقات الاقتصادية والدينية بين القريتين، وما يحدث بين الأهالي من صراعات، هذه الإسقاطات يمكن تطبيقها على الواقع السياسي والاقتصادي بين لبنان وسوريا ويشير إلى العديد من الاحداث التاريخية بين البلدين بداية بالاعتقاد السوري ان لبنلن هو بالاساس مخافظة سورية مقتطعة بعد اتفاقية سايكس بيكو بعد منحها الاستقلال كولاية جبل لبنان تحت المسمى المسيحي، وبعض الأحداث التي سبقت الحرب الأهلية في لبنان والتي توضح التدخل السوري في لبنان عسكرياً بدايةً ثم التدخل السياسي والاقتصادي في لبنان، يوضح ايضاً المسلسل باسقاطاته على الواقع السياسي والاقتصادي في كلا البلدين.

## أبطال المسلسل
- باسم ياخور
- محمد حداقي
- ميسون أبو أسعد
- لورا أبو أسعد
- مرح جبر
- أحمد الأحمد
- أندريه سكاف
- جمال العلي
- فايز قزق
- شكران مرتجى
- تيسير إدريس

و العديد من الفنانين